# Academia Nacional de Economía (Uruguay)
La Academia Nacional de Economía es una institución creada en 1957 con el objetivo de promover la investigación y el conocimiento sobre la realidad económica nacional. Su sede se ubica en la calle Rincón 454, edificio de la Bolsa de Comercio, Montevideo, Uruguay. 
La distinción de Académico sólo puede ser otorgada por la propia Academia a aquellas personas que han realizado aportes al avance de la ciencia económica en el Uruguay o que han contribuido al desarrollo de la institución a lo largo de su historia. 
Reconoce, de acuerdo a sus estatutos, tres categorías: Académico Supernumerario, Académico de Número y Académico de Honor.
Su actual presidente es María Dolores Benavente. 
En 2007 se implementó el Premio Academia Nacional de Economía, al que pueden presentarse estudiantes avanzados de todas las Universidades, o quienes se hayan recibido en los últimos cinco años. Los trabajos a desarrollar coinciden con el tema eje del ciclo lectivo anual de conferencias.
En 2015 la Academia fundó Pharos, un Centro de Análisis y Propuestas en materia económica y social, cuyo objetivo es realizar, de forma metódica, propuestas de política pública con una mirada de desarrollo de largo plazo, con un abordaje técnico, sobre temas relevantes para el país.

## Académicos de honor
- Batlle, Jorge +

- Berro, Ernesto

- Davrieux, Ariel

- Díaz, Ramón +

- Iglesias, Enrique

- Lacalle, Luis Alberto

- Pacchiotti, Juan César

- Peirano Facio, Juan Carlos +

- Sanguinetti, Julio María

- Vázquez, Tabaré +

- Végh Villegas, Alejandro +

## Académicos de Número
Abad Arrambide, Mario 
Abreu, Sergio
Abuchalja, Jorge
Amelotti, Mario
Atchugarry, Alejandro +
Azzini, Daniel
Bafico, Horacio
Balestra, Diego
Baliño, Enrique
Barbieri, José E.
Baridón, Pedro Nicolás
Blanco, Juan Carlos
Bonilla, Hernán
Cancela, Walter
Capurro, Alfonso
Carriquiry, Florencia
Cerisola, Andrés
Cid, Alejandro
Cikato, Manfredo
De Luca, Roberto
Dovat, Orlando
Echevarría Leunda, Jorge
Fernández, Ana Laura
Fraschini, Juan José
Genis Sarthou, Daniel
Gonda, Breogan
González Guyer, Fernando
Horta Berro, Roberto
Ibarburu, Fabián
Iturburu, Diego
Lecueder, Carlos
Licandro, Gustavo
Loaiza, Carlos
Mazal, Carlos
Mezzera, Jaime
Michelín, Gustavo
Mosca, Luis
Munyo, Ignacio
Muxi Muñox, Luis
Oddone, Gabriel
Olivera García, Ricardo
Pagés, Walter
Pampín, Ramón
Pascale, Ricardo
Pees Boz, Enrique
Peirano, Ricardo
Pérez, Sebastián
Pérez del Castillo, Carlos
Pérez del Castillo, Santiago
Protasi, Juan Carlos
Regent, Pablo
Ribeiro, Washington
Rodríguez, María Laura
Rodríguez Batlle, César
Roldós, Margarita
Romero Álvarez, Luis
Saccone, Carlos
Santos, Álvaro
Sayagués, Alberto
Schandy, John C.
Schandy, Tamara
Strauch, Elbio
Talvi, Ernesto
Vaillant, Marcel
Vallarino, Diego
Vecino, Germán
Viana, Luis
Zerbino, Ana Inés

## Académicos Supernumerarios
Albertoni, Nicolás
Barboza, Agustín
Caiafa, Pablo
Caliendo, Lorenzo
Curbelo, José Luis
Delgado Rey, Nicolás
Gianelli, Diego
Irureta Goyena, Juan Pedro
Jauregui, Santiago
Magnífico, Luciano
Patiño, Juan Manuel
Rijos, Diego
Riva, Juan José
Thul Osácar, Joaquín Andrés
Vázquez, Silvia

## Consejo Directivo 2017
María Dolores Benavente - Presidente
Ignacio de Posadas - Vicepresidente
Ricardo Zerbino - Vicepresidente
Eduardo Palacios - Secretario
Isidoro Hodara - Secretario
Oscar Algorta - Tesorero
Juan Berchesi - Vocal
Enrique Iturburu - Vocal
Marcelo Lombardi - Vocal
Ramiro Rodríguez Villamil - Vocal
Luis Romero Diano - Vocal
Luis Mosca - Suplente
Ricardo Pascale - Suplente
Carlos Saccone - Suplente
John C. Schandy - Suplente